# Port lotniczy Subotica
Port lotniczy Subotica (ICAO: LYSU) – port lotniczy położony niedaleko Suboticy (Serbia, Wojwodina). Obsługuje połączenia krajowe.